# オーストリア銀行
オーストリア銀行 (Bank Austria, BA) はオーストリアを本拠に中欧・東欧で営業する、イタリアのウニクレディト・グループの傘下にある民間銀行である。ユニオン・ジェネラル以来カトリック系である。。

## 概要
中欧、東欧におけるウニクレディト・グループの中核的存在であり、300の支店と7700の従業員を擁する。2011年時点での総資産は19億9200万ユーロであり、オーストリアの大企業の80%、中小企業の37%、零細企業の21%がオーストリア銀行と取引を行っている。これはオーストリアの産業構造である。オーストリア銀行の一前身レンダーバンク（Österreichische Länderbank）は1946年に国有化され、広範なプロポルツに取り込まれたが、1956年から民営化していった。
レンダーバンクは1880年、ユニオン・ジェネラル（Union générale）の子会社として生まれた。2年後の1882年に当時の親会社が経営破綻したものの、帝国不動産銀行は恐慌うずまくパリに出店した。支店を順調に展開したが、立地はロンドンを除き帝国の要所であり、プラハ、ボルツァーノ、イタリア、プルゼニであった。レンダーバンクは1898年に初めて工業株を取得した（Waagner-Biro und Perlmooser Zementwerke）。やがて、レンダーバンクの参与する諸企業にはドレスナー銀行も広く参加した。
アンシュルスのとき、レンダーバンクはメルクール銀行（Mercurbank）とジヴノステンスカ銀行（Živnostenská banka）を吸収した。メルクール銀行は1870年に外貨両替を開業したが、1898年に脚注のアングロ・オーストリアン・バンクで運用していた資産をレンダーバンクへ移転、1931年にドレスナー銀行の子会社となった。ジヴノステンスカ銀行はドイツ資本の勢力下にあったチェコで初の民族資本でありながら、メルクール銀行に対して1040万レンテンマルクほどの残債があった。
第二次世界大戦後、レンダーバンクは国有化された。その民営化されだした翌1957年、ドレスナー銀行はオーストリアの電力会社（Vorarlberger Illwerke）が水力発電所を建設する費用として196万200マルクの社債を引受けた。1972年レンダーバンクはツィスライタニエン開発金庫（Österreichisches Credit-Institut）を50％支配した。
1991年にレンダーバンクは中央貯蓄商業銀行（Zentralsparkasse und Kommerzialbank Wien）と合併してオーストリア銀行を名乗ったが、ロスチャイルドのクレディタンシュタルトを買収するのは1997年である。ベルリンの壁崩壊でロスチャイルドの復活が紙上で囁かれ7年経っていた。クレディタンシュタルトの政府保有分の株式がオーストリア銀行に売却されたが、西ドイツ不動産銀行（WestLB）が2001年いっぱいまで10％を超える保有分を維持できる取り決めがなされたこともあって、上場停止のうえ以降5年間かけて合併を進めた（Bank Austria Creditanstalt、2003年にポーランドへオーストリアで初めて上場）。その途中の2000年、オーストリア銀行は株式交換によりドイツの抵当連合銀行（HypoVereinsbank, HVB）傘下となった。会長を務めたゲルハルト・ランダ（Gerhard Randa）のリーダーシップで、アディダスだけでなくBPやBTグループの上場も手がけた。
2005年に抵当連合銀行がウニクレディト・グループに買収されることで、オーストリア銀行もその傘下となった。2008年に企業ブランド名を Bank Austria に変更、創業から153年で行名から Creditanstalt の名前が消えた。
抵当連合銀行の不動産融資部門Hypo Real Estate は、2003年3月に分離して公開会社となり、世界金融危機で国有化された。ヒュポリアルエステートのカバードボンド部門であるドイツファンドブリーフ銀行は、2015年欧州連合の指令により分離して6月からムーディーズに格付けされている。

## クレディタンシュタルト
1855年、ウィーン・ロスチャイルド家のアンゼルム・フォン・ロートシルトが、クレディト・アンシュタルト銀行（Creditanstalt／クレディタンシュタルト）を創業した。これはオーストリアの主力銀行では最も早い。後続の立ち上がる間に鉄道敷設を担ったが、一方で工業投資には消極的であった（竹の子時代、普墺戦争から普仏戦争の間くらい）。大不況の入り口（1873年恐慌）でクレディタンシュタルトが取引したのは、国債とごく限られた工業長期社債だけであった。しかし大不況がすぎてからはドイツ帝国のように工業と癒着してゆき、第一次世界大戦のころには広大な二重帝国の、特にドナウ川流域の基幹産業に対する支配を揺るぎないものとした。この関係が戦中に緩んでインフレを招いてしまい、二重帝国の崩壊も重なって、クレディタンシュタルトは弱体化し、外国人株式保有割合は1913年に4％ほどであったのが、1923年には20％にもなった。
戦間期、クレディタンシュタルトはルイ・ナタニエル・フォン・ロートシルト男爵のザロモン・マイアー・フォン・ロートシルト銀行が支配した。フィウメ放棄にともなう「イタリア政策」で資金を使い込み、1925年初頭に財政が底打ちとなった。それでもクレディタンシュタルトはインスブルックのアングロ・オーストリアン・バンク（Anglo-Österreichische Bank）他3行を新たに傘下に納めた。アングロ・オーストリアン・バンクは1926年に買収、同行へはイングランド銀行が参加した。
クレディタンシュタルトは世界恐慌の直撃を受けて1931年に破綻したが、その寸前で外国人の株式保有割合は1/3に達していた。オーストリア政府が国際決済銀行に信用供与を求めると、フランスはこれに対して自国の信用供与の条件として独墺関税同盟の破棄を要求し、両政府はその破棄を宣言した。クレディタンシュタルトは数々の海外支店を失った末、ウィーン銀行連合（Wiener Bankverein）と合併した（Niederösterreichische Escomptegesellschaft, オーストリア・ブラウンボベリの主要株主）。1942年ウィーン銀連と懇意のドイツ銀行に買収され、オーストリアにおける企業のアーリア化に関与することとなった。第二次世界大戦後の1946年に連合軍軍政下で国有化された。しかし法的形態は維持したままクレディト・アンシュタルトとして営業、マーシャル・プラン借款の発行幹事として活躍した。
1954年から1955年にかけての法改正により、終戦からの財務諸表作成と資産再評価を許され、1957年に政府保有株が40％売却された。1964年からはリテール部門に進出し、個人貸し出しの国内普及を草分けた。1971年にEBIC（Electronic Banking Internet Communication Standard）に出資・加盟した。1975年ハンガリーへ代理店をつくって、西陣営では旧コメコン加盟国へ出店した最初の例となった。1983年ニューヨークに支店を設け、ベルリンの壁崩壊後バルカン諸国で金融ノウハウの指導にあたった。1991年に完全民営化を認める法律が成立して新たに10％が売却され、政府保有分は50％になった。1992年、スロベニアのノヴァ銀行（Nova Ljubljanska banka）を買収した。